# Кобжасаров, Орумбек
Орумбек Кобжасаров (1888 год, аул Баиркум, Туркестанский край — 1963 год) — колхозник, чабан, Герой Социалистического Труда (1949).

## Биография
Родился в 1888 году в селе Баиркум (сегодня входит в городскую администрацию города Арыса Южно-Казахстанской области, Узбекистан). C раннего возраста занимался чабанским делом. В 1930 году вступил в колхоз «Дарбаза». С 1944 года работал старшим чабаном в колхозе «Сыр-Дарья» Кзылкумского района Чимкентской области.
В 1948 году вырастил в среднем по 112 ягнят от 100 овцематок. За этот трудовой подвиг был удостоен в 1949 году звания Героя Социалистического Труда.

## Награды
- Герой Социалистического Труда — указом Президиума Верховного Совета СССР от 3 декабря 1949 года;
- дважды Орден Ленина.